# Stanislao Mattei
Stanislao Mattei (ur. 10 lutego 1750 w Bolonii, zm. 12 maja 1825 tamże) – włoski kompozytor, pedagog i teoretyk muzyki, franciszkanin konwentualny (OFMConv).

## Życiorys
Był uczniem Giovanniego Battisty Martiniego, po wstąpieniu do zakonu w 1770 roku był jego współpracownikiem w kościele San Francesco w Bolonii. W 1776 roku został oficjalnym zastępcą i następcą Martiniego, a po jego śmierci w 1784 roku przejął obowiązki kapelmistrza. Od 1789 roku był kapelmistrzem w kościele San Petronio w Bolonii. W 1799 roku został członkiem bolońskiej Accademia Filarmonica, w roku 1803, 1808 i 1818 pełniąc obowiązki jej przewodniczącego. Od 1804 roku uczył kompozycji i kontrapunktu w nowo utworzonym Liceo Musicale w Bolonii, gdzie do jego uczniów należeli Gioacchino Rossini i Gaetano Donizetti. W 1809 roku otrzymał posadę kapelmistrza w bazylice św. Antoniego w Padwie. W 1824 roku został wybrany na członka Académie des beaux-arts w Paryżu.
Tworzył głównie muzykę religijną, był autorem ponad 300 utworów. Był autorem traktatu teoretycznego Pratica d’accompagnamento sopra bassi numerati (3 tomy, Bolonia 1788–1830).